# Fannia jezoensis
Fannia jezoensis är en tvåvingeart som beskrevs av Nishida 1976. Fannia jezoensis ingår i släktet Fannia och familjen takdansflugor. Inga underarter finns listade i Catalogue of Life.